# 黑肋钩齿脂鲤
黑肋钩齿脂鲤，為輻鰭魚綱脂鯉目脂鯉亞目脂鯉科的其中一個種。

## 扩展阅读
維基物種上的相關：黑肋钩齿脂鲤